# Капитанская дочка
«Капита́нская до́чка» — исторический роман (или повесть) Александра Пушкина, действие которого происходит во время восстания Емельяна Пугачёва. Впервые был опубликован без указания имени автора в 4-й книжке журнала «Современник», поступившей в продажу в последней декаде 1836 года.

## Сюжет
На склоне лет помещик Пётр Андреевич Гринёв ведёт повествование о бурных событиях своей молодости. Детство своё он провёл в родительском поместье в Симбирской губернии, пока в 17 лет строгий отец, офицер в отставке, не распорядился отправить его служить в армию: «Полно ему бегать по девичьим да лазить на голубятни».
Волею судьбы по пути к месту службы молодой офицер встречается с Емельяном Пугачёвым, который тогда был просто беглым, никому не известным казаком. Во время бурана тот соглашается проводить Гринёва с его старым слугой Савельичем к постоялому двору. В знак признательности за услугу Пётр отдаёт ему свой заячий тулуп.
Приехав на службу в пограничную Белогорскую крепость, Пётр влюбляется в дочь коменданта крепости, Машу Миронову. Сослуживец Гринёва, офицер Алексей Швабрин, с которым он познакомился уже в крепости, тоже оказывается неравнодушен к капитанской дочери и вызывает Петра на дуэль, в ходе которой наносит Гринёву ранение. О поединке становится известно отцу Петра, который отказывается благословить брак с бесприданницей.
Тем временем разгорается восстание Пугачёва, которое Гринёв охарактеризовал как «русский бунт, бессмысленный и беспощадный». Пугачёв со своим войском наступает и захватывает крепости в оренбургской степи; дворян казнит, а казаков призывает в своё войско. Родители Маши погибают от рук бунтовщиков; Швабрин, испугавшись казни, присягает Пугачёву, а Гринёв от этого отказывается: «Нет, я природный дворянин. Я присягал государыне императрице. Тебе служить не могу», — говорит он Пугачёву. От верной казни его спасает Савельич, обратившись к Пугачёву. Тот узнаёт человека, который ему помог зимой, и дарит ему жизнь. Гринёв уезжает в осаждённый повстанцами Оренбург и воюет против Пугачёва, но однажды получает письмо от Маши, которая осталась в Белогорской крепости из-за болезни. Из письма он узнаёт, что Швабрин хочет насильно взять её в жёны. Гринёв без разрешения покидает службу, прибывает в Белогорскую крепость и благодаря помощи Пугачёва спасает Машу. Позже, по доносу Швабрина, Гринева арестовывают уже правительственные войска. Гринёва приговаривают к смертной казни, заменённой на ссылку в Сибирь на вечное поселение. После этого Маша едет в Царское Село к Екатерине II и вымаливает прощение жениху. Перед приёмом у Екатерины она встречает в парке женщину и, разговорившись, рассказывает ей всю свою историю, замечая, что Гринёв не смог оправдаться перед судом только потому, что не хотел впутывать её. Эта женщина — не узнанная Машей императрица. Убедившись в невиновности Гринёва, она дает ему прощение.

## Работа над книгой
«Капитанская дочка» принадлежит к числу произведений, которыми русские писатели 1830-х годов откликнулись на успех переводных романов Вальтера Скотта. Первым из исторических романов на русскую тему увидел свет «Юрий Милославский» М. Н. Загоскина (1829) (встреча Гринёва с вожатым, по мнению пушкиноведов, восходит к аналогичной сцене в романе Загоскина). Пушкин планировал написать исторический роман ещё в 1820-е годы (см. «Арап Петра Великого»), его занимает перспектива создания произведения с множеством героев, обладающих широким спектром судеб и характеров, поставленных в сложные жизненные условия. Одним из подступов к теме стал черновик «Романа на Кавказских водах», начатый летом 1831 года. Здесь впервые Пушкиным опробован приём параллелизма — два героя, поставленные жизнью в ситуацию сложного морального выбора, раскрывают сложную гамму таившихся в них прежде человеческих и нравственных качеств. Отдельные сюжетные линии наброска: соперничество двух героев из-за девушки, неудачное сватовство, интриги в отношении более удачливого соперника, похищение героини одним из героев и спасение её другим, сохранившим честь и верность долгу, в той или иной степени оказались востребованы в планах будущего исторического романа Пушкина.
Замысел повести о пугачёвской эпохе во многом объясняется общественной ситуацией тех лет в России и в Европе. Революции 1830 года в Европе привели к падению Бурбонов во Франции и независимости Бельгии, восстание в Польше изрядно сотрясло Российскую империю и вызвало сочувствие во всём мире. Одновременно по России прокатилась волна бунтов в военных поселениях, а также волнений и бунтов в связи эпидемией холеры. В обществе, в котором события Пугачёвщины ещё были живы в памяти многих современников, заговорили об угрозе новой крестьянской войны. Под влиянием общественных настроений одновременно с Пушкиным к пугачёвской теме обратился юный Лермонтов в романе «Вадим». В это время Пушкин, решивший с помощью друзей, в первую очередь — Жуковского, свои проблемы при императорском дворе, заявил о планах создания исторических трудов, в первую очередь — истории Петра Великого. Николай I благосклонно отнёсся к планам поэта. Пушкину, принятому на службу в министерство иностранных дел, было дозволено работать в государственных архивах, и император в феврале 1832 года лично направил поэту сборник государственных актов Российской империи, содержащих значительный свод документов петровской эпохи. Но от темы Петра внимание поэта отвлёк найденный среди прочих документов приговор Пугачёву и его сообщникам, среди которых называлась известная в свете фамилия — Шванвич.
Имя Михаила Шванвича, представителя известной дворянской фамилии (современниками поэта были два племянника государственного преступника, один из которых был свойствеником члена кружка «Арзамас» Ф. Ф. Вигеля), ставшего сообщником Пугачёва, несомненно должно было привлечь внимание Пушкина. В тексте приговора не приводилось никаких деталей преступления Шванвича, лишь фраза о том, что он «предпочёл гнусную жизнь честной смерти». Летом 1832 года Пушкин намеревался сделать Михаила Шванвича героем романа, объединив его с отцом, который был изгнан из лейб-кампании после того, как разрубил палашом в трактирной ссоре щёку Алексея Орлова. Среди других пугачёвцев Пушкин обратил внимание на людей с примечательными зигзагами биографии. Яицкий сотник Перфильев был отправлен из Петербурга для того, чтобы уговорить казаков выдать Пугачёва правительству, а вместо этого стал его ближайшим соратником. Ржевский купец Долгополов долгое время водил за нос и правительство, и пугачёвцев, пытаясь решить свои коммерческие проблемы. Первый план повести о дворянине-пугачёвце появился в черновых записях Пушкина не позднее августа 1832 года:

Кулачный бой — Шванвич — Перфильев — Перфильев, купец — Шванвич за буйство сослан в деревню — встречает Перфильева.
— Акад. изд. Т. 8. — С. 930
По мнению учёного-пушкиниста Петруниной, следующим хронологически в очерёдности создания, стал план повести, поместивший Шванвича в поволжское имение. Главные события в плане разворачиваются в 1774 году, когда восстание из пределов Яицкого войска и заводских районов Урала перехлестнулось в крестьянское Поволжье, где вспыхнуло с новой силой. В этом плане уже намечены многие известные черты будущего романа: завязка «Метель — кабак — разбойник вожатый» соответствует построению сюжета в будущей второй главе романа; намеченный в плане эпизод с бунтом мужиков в деревне отца главного героя был реализован в «Пропущенной главе»; судьбу героя в финале плана решает императрица Екатерина. Но и различия плана с будущим романом весьма значительны. Молодой Шванвич предстаёт здесь не связанным со службой, любовная линия не переплетена с драматическими обстоятельствами русского бунта — избранница Шванвича всего лишь сосватана за другого. Встреча с незнакомцем посреди метели даёт герою средства — шайку восставших для решения личных обстоятельств.
Эта романтическая фабула весьма близка к сюжету повести «Дубровский». В сентябре 1832 года Пушкин услышал от своего друга Павла Нащокина историю о дворянине Островском, произошедшую в начале 1830-х годов. Оставшись без имения в результате судебной тяжбы с соседом, Островский вместе со своими крестьянами составил банду, грабившую соседей. Очевидно, что подлинная история о дворянине, выбитом из привычной колеи на разбойничью стезю, оказалась близка к текущим пушкинским планам, и в октябре 1832 года поэт отложил планы о Шванвиче ради романтической повести о дворянине-разбойнике, отличавшемся «умом, отважностью и каким-то великодушием». Но к январю 1833 года романтическая интрига «Дубровского», продвигавшаяся в написании поначалу очень быстро, очевидно, перестала устраивать Пушкина и была им отложена. Он вновь вернулся к сюжету о дворянине-пугачёвце. В новом плане появляются известные черты будущего романа:

Шванвич за буйство сослан в гарнизон. Степная крепость — подступает Пугачёв — Шванвич предаёт ему крепость — взятие крепости — Шванвич делается сообщником Пугачёва — Ведёт своё отделение в Нижний — Спасает соседа отца своего — Чика меж тем чуть было не повесил старого Шванвича. — Шванвич привозит сына в Петербург. Орлов выпрашивает его прощение. 31 января 1833.
— Акад. изд. Т. 8. — С. 929
Все три плана будущей повести различаются по мотивам действий главного героя, в ряды пугачёвцев его приводит «буйная удаль» петербургской жизни и знакомство с Перфильевым в первом плане, любовь — во втором, идейный переход родового дворянина на сторону восставших — в третьем. И всякий раз вопрос мотивировки поступков молодого Шванвича не устраивал Пушкина, он не находил их достаточно логичными и убедительными. Поиск причин, по которой представитель известной фамилии оказался среди восставших, подвёл Пушкина к необходимости более глубоко изучения истории Пугачёвщины. 7 февраля 1833 года он впервые обратился к военному министру Чернышёву с просьбой о поиске документов в архивах военного ведомства, мотивируя это работой над биографией Суворова. Пушкин также изучил все известные печатные работы, посвящённые Пугачёвщине, примерно в это время в его бумагах появился первый набросок к будущей «Истории Пугачёва» — «Меж недовольными Яицкими казаками…». Поэта всё более привлекала биография мужицкого царя, «славного мятежника» — Емельяна Пугачёва.
В полученных архивных документах Пушкин не нашёл никакой информации о действиях Шванвича среди восставших. Но он обнаружил, что это был не единственный случай перехода правительственных офицеров к Пугачёву. Его внимание привлекло дело капитана Башарина — армейского офицера, спасённого от казни после взятия пугачёвцами пограничной крепости благодаря заступничеству подчинённых ему солдат — «он был до них добр и в солдатских нуждах их не оставлял». И хотя Пушкина несомненно привлекла судьба Башарина благодаря тому факту, что в отличие от большинства других пленных офицеров, тот остался верен Пугачёву до конца, в новом плане повести он отошёл от подлинной его биографии — «вернул» его в отряд Михельсона:

Башарин отцом своим привезён в Петербург и записан в гвардию. За шалость сослан в гарнизон. Пощажён Пугачёвым при взятии крепости, произведён в капитаны и отряжён с отдельной партией в Симбирск под начальством одного из полковников Пугачёва. Он спасает отца своего, который его не узнаёт. Является к Михельсону, который принимает его к себе, отличается против Пугачёва. Принят опять в гвардию. Является к отцу в Москву — едет с ним к Пугачёву.
— Акад. изд. Т. 8. — С. 928
Реальный Башарин не был молод и пробился в капитаны из солдатских детей. Но Пушкин наделил его деталями биографии, более подходящими Шванвичу, ведь попасть в гвардейский полк было возможно лишь для отпрыска солидного дворянского рода. Пушкинский Башарин молод и всё ещё чувствует опеку своего отца. Поневоле оказавшись среди пугачёвцев, он спасает своего отца от гибели, но тот не хочет признавать сына в толпе бунтовщиков. Пушкин пытается поставить юного героя в ситуацию конфликта и нравственного выбора — между семьёй, своим классом и восставшим народом во главе с Пугачёвым, оставившим его в живых. В отличие от активного сподвижника Пугачёва Шванвича, Пушкин помещает Башарина скорее в положение свидетеля, дающего возможность осветить общие и частные события в лагере мятежников и шире раскрыть фигуру их вождя. В конце сюжета Башарин вынужден вести отца к Пугачёву, дабы тот мог оправдать его в глазах отца и подтвердить, что юноша оказался в мятежном лагере не по своей воле. Впервые в плане Пушкина Пугачёв занимает столь важное место, становится основным действующим лицом и вершителем судеб.
Помимо основной линии будущего романа, Пушкин наметил новую романтическую линию, согласно которой Башарин спасает дочь убитого коменданта крепости:

Старый комендант отправляет дочь свою в ближнюю крепость; Пугачёв взяв одну, подступает к другой — Башарин первый на приступе; Требует в награду…
— Акад. изд. Т. 8. — С. 929
Новые детали, не встречавшиеся в предыдущих планах о Шванвиче, связаны с изучением Пушкиным документов начального периода восстания. Его внимание привлекли подлинные истории комендантов приграничных крепостей Веловского и Харлова, отправивших своих жён ради безопасности в более крупную Татищеву крепость. Оба остались верны долгу и были повешены после взятия их крепостей Пугачёвым, жена Веловского погибла в ходе штурма Татищевой, жена Харлова (и дочь коменданта Татищевой) Татьяна стала наложницей Пугачёва и была убита казаками через месяц. Таким образом, новая романтическая линия была тесно переплетена с реальными событиями и возможной логикой действий героя в армии Пугачёва. Для более ясного представления о событиях в пугачёвском лагере Пушкин всё яснее понимал необходимость поездки к местам, где разворачивались события его будущего романа.
В апреле 1833 года Пушкин отложил работу над будущим романом и полностью сосредоточился на работе над «Историей Пугачёва». По мнению пушкиноведа Петруниной, возможно, что Пушкин планировал предпослать будущему роману историческое обозрение описываемых событий, подобно тому, как это сделал Вальтер Скотт в романе «Роб Рой», который начинается обширным введением с детальным описанием событий XVIII века в Шотландии. Закончив черновой вариант «Истории Пугачёва», Пушкин запросил разрешения о поездке в Казанскую и Оренбургскую губернии. В ответ на просьбу уточнить цели поездки Пушкин указал работу именно над историческим романом, а не историческим исследованием. Разрешение было получено и 17 августа поэт выехал в Казань.
В поездке по местам Пугачёвщины Пушкин большей частью собирал материалы для своего исторического труда. Но он также тщательно отбирал отдельные детали, фразы, события, которые послужат ему и для будущего романа. Так, в Казани, в ходе разговора с принимавшим его профессором К. Ф. Фуксом, Пушкина заинтересовала история некоего лютеранского пастора. В бытность колодником в казанском остроге Пугачёв получал хлеб от него в виде милостыни. После взятия Казани пастор был схвачен восставшими и приведён к самозванцу, Пугачёв узнал его и в качестве благодарности одарил его конём и званием «полковника». К счастью для пастора, он в суматохе следующих дней смог отстать от разбитой армии самозванца и вернуться домой. Мотив благодарности Пугачёва, а также момент узнавания человека, когда-то оказавшего тому добрую услугу, показались Пушкину весьма примечательными, он использовал их в будущем романе, в сценах первой встречи во время бурана и узнавания и спасения Гринёва от виселицы после заступничества Савельича.
Приезд в Оренбург позволил поэту воочию представить места действия будущего романа, природу, людей, их речь, детали повседневной жизни. Особую ценность для Пушкина имели беседы с очевидцами событий — жизни пограничных крепостей и взятия их Пугачёвым, быта пугачёвского лагеря, событий осады Оренбурга. Беседы с Ариной Бунтовой, Мариной Дехтяревой, Иваном Киселёвым и другими свидетелями дали Пушкину драгоценные детали, почти дословно процитированные им в «Капитанской дочке». Страшные детали казни пленённых комендантов крепостей, судьба их жён и детей со слов простых свидетелей событий произвели на Пушкина сильнейшее впечатление. Рассказы о коменданте Татищевой крепости Григории Мироновиче Елагине (в рассказах казаки называли его Григорием Мироновым), судьбе его супруги и дочери Татьяны, а также встреченные по дороге в Уральск меловые горы по берегу реки позднее трансформируются в Белогорскую крепость и семью её коменданта капитана Миронова. По воспоминаниям сопровождавшего Пушкина в поездке по крепостям пограничной линии В. И. Даля, Пушкин рассказывал о планах будущего большого романа, но боялся, что он не соберётся писать его сейчас, «не соберётся сладить с ним». Подлинные события грандиозной трагедии Пугачёвщины открывались перед поэтом, и он понимал, что они перечёркивают все ранее задуманные планы и схемы, все его сюжетные ходы не соответствуют открытой реальности. Он принял решение осенью 1833 года завершить в Болдине «Историю Пугачёва», отложив роман, который следовало заново осмыслить.
По новому предстала перед Пушкиным и фигура Пугачёва. Поэт сделал несколько записей в своих бумагах, свидетельствовавших о сохранившемся почтительном отношении простых казаков к самозванцу, несмотря на его разоблачение и прошедшие десятилетия: «Грех сказать, говорила мне 80-летняя казачка, на него мы не жалуемся; он нам зла не сделал»; «Он для тебя Пугачёв, — отвечал мне сердито старик, — а для меня он был великий Государь Пётр Фёдорович». Пушкин собирал важные детали для сложного психологического портрета Пугачёва, по ходу событий уверовавшего в свою «царскую» природу («Старый ты человек, разве пушки льют на царей?»), но ограниченного в своих действиях кругом соратников, прекрасно знавших о его подлинном казацком происхождении («Улица моя тесна, воли мне мало…»). Общение с оренбургскими и уральскими казаками позволило Пушкину сделать следующий вывод, приведённый в «Замечаниях о бунте»:

Уральские казаки (особливо старые люди) доныне привязаны к памяти Пугачёва… Когда упоминал я о его скотской жестокости, старики оправдывали его, говоря: «Не его воля была; наши пьяницы его мутили».
— Акад. изд. Т. 9. Ч. 1 — С. 373
Валуев приезжает в крепость. Муж и жена Горисовы. Оба душа в душу — Маша, их балованная дочь — (барышня Марья Горисова). Он влюбляется тихо и мирно.
Получают известие и капитан советуется с женой. — Казак, привёзший письмо, подговаривает крепость — капитан укрепляется, готовится к обороне (а дочь отсылает —). Подступает… крепость осаждена — приступ отражён — Валуев ранен — в доме коменданта — второй приступ. — Крепость взята — сцена виселицы. [Швабрин] Валуев взят в стан Пугачёва. От него отпущен в Оренбург.
Валуев в Оренбурге. — Совет — Комендант — Губернатор — Таможенный смотритель — Прокурор — Получает письмо от Марьи Ивановны…
Лишь осенью 1834 года в черновиках Пушкина появляется новый план романа, в котором уже нет ни Шванвича, ни Башарина — герою на время дано имя Валуева (современник поэта 20-летний Валуев был в это время женихом дочери П. А. Вяземского). Пушкин пропустил план первых глав будущего романа, возможно, что они ему уже были ясны. Развитие сюжета, с пленением раненого Валуева и последующим освобождением его Пугачёвым, дало возможность Пушкину подробно описать оба противоборствующих лагеря — пугачёвский и правительственный в Оренбурге, а также прорисовать установившуюся человеческую связь между юношей и главой мятежников, раскрыть характер Пугачёва. Впервые в черновике появилась фамилия Швабрин. Пушкиноведы выдвигали разные версии, часть из них предположила, что она появилась в результате объединения фамилий Шванвича и Башарина — Шва- и — Б-рин. Многие указывали на неблагозвучие, производное от швабры, как указание на подлость и низость характера нового персонажа. Также впервые в новом плане Пушкин детально прорабатывал детали быта приграничной крепости и жизни семьи её коменданта. Новым принципиальным моментом плана стало изменение главной интриги романа — вместо идейного перехода дворянина в стан восставших Пушкин описывает процесс нравственного становления главного героя, сдающего «экзамен на человека и дворянина».
Пушкиновед Юлиан Оксман объяснял метаморфозы характера и мотивации главного героя и сюжетной линии будущего романа цензурными ограничениями, с которыми Пушкин неизбежно бы столкнулся при попытке опубликовать роман о дворянине-пугачёвце. С этим было связано и снижение интеллектуального уровня главного героя — от Шванвича, представителя петербургской элиты и идейного сподвижника самозванца, через Башарина — перешедшего в стан Пугачёва в результате заступничества его солдат (или спасённого им в буран башкира), к Валуеву — «невольному пугачёвцу», свидетелю человеческих черт самозванца. Таким образом, Оксман объяснял все изменения в сюжете и мотивировке героев от черновика к черновику будущего романа цензурно-тактическими ухищрениями Пушкина. Дополнительное введение резко отрицательной фигуры Швабрина, «злодея и предателя», в этом случае позволило бы сохранить в цензуре свидетельства Валуева о жизни пугачёвского лагеря и личности Пугачёва.
По мнению многих пушкиноведов, возражавших Оксману, в частности — Александрова, Овчинникова, Петруниной, даже ранние планы пушкинского романа не дают основания судить о пушкинском Шванвиче, как об «идейном пугачёвце». Его связь с восставшими — скорее продолжение юношеского буйства, унаследованного от отца. Реальные исторические обстоятельства исключали союз даже самого радикально настроенного дворянина (условного Радищева) со стихийным народным движением. Это было продемонстрировано в ходе выступления декабристов, памятного поэту, этот вывод Пушкин сделал и в ходе работы над своим историческим трудом: «Пугачёв и его сообщники хотели сперва и дворян склонить на свою сторону, но выгоды их были слишком противуположны…» Изменение обстоятельств и мотивации главного героя были связаны напрямую с постепенным расширением круга сведений о Пугачёвщине, с пониманием характера и мотивов действий противостоявших сторон.
По словам П. В. Анненкова, «сжатое и только по наружности сухое изложение, принятое им в „Истории“, нашло как будто дополнение в образцовом его романе, имеющем теплоту и прелесть исторических записок», в романе, «который представлял другую сторону предмета — сторону нравов и обычаев эпохи». Ещё одним источником романа послужила новелла оренбуржца А. П. Крюкова «Рассказ моей бабушки».

«Капитанская дочка» была написана между делом, среди работ над пугачёвщиной, но в ней больше истории, чем в «Истории пугачёвского бунта», которая кажется длинным объяснительным примечанием к роману.
— В. О. Ключевский
При написании повести использована история отставного поручика Алексея Гринёва — помещика села Солдатское Белгородской губернии. После подавления восстания Емельяна Пугачёва Алексея Гринёва обвинили в связях с представителями мятежников, которые склоняли население губернии на сторону восставших, и арестовали. Но вскоре он был отпущен домой по личному распоряжению императрицы Екатерины II.

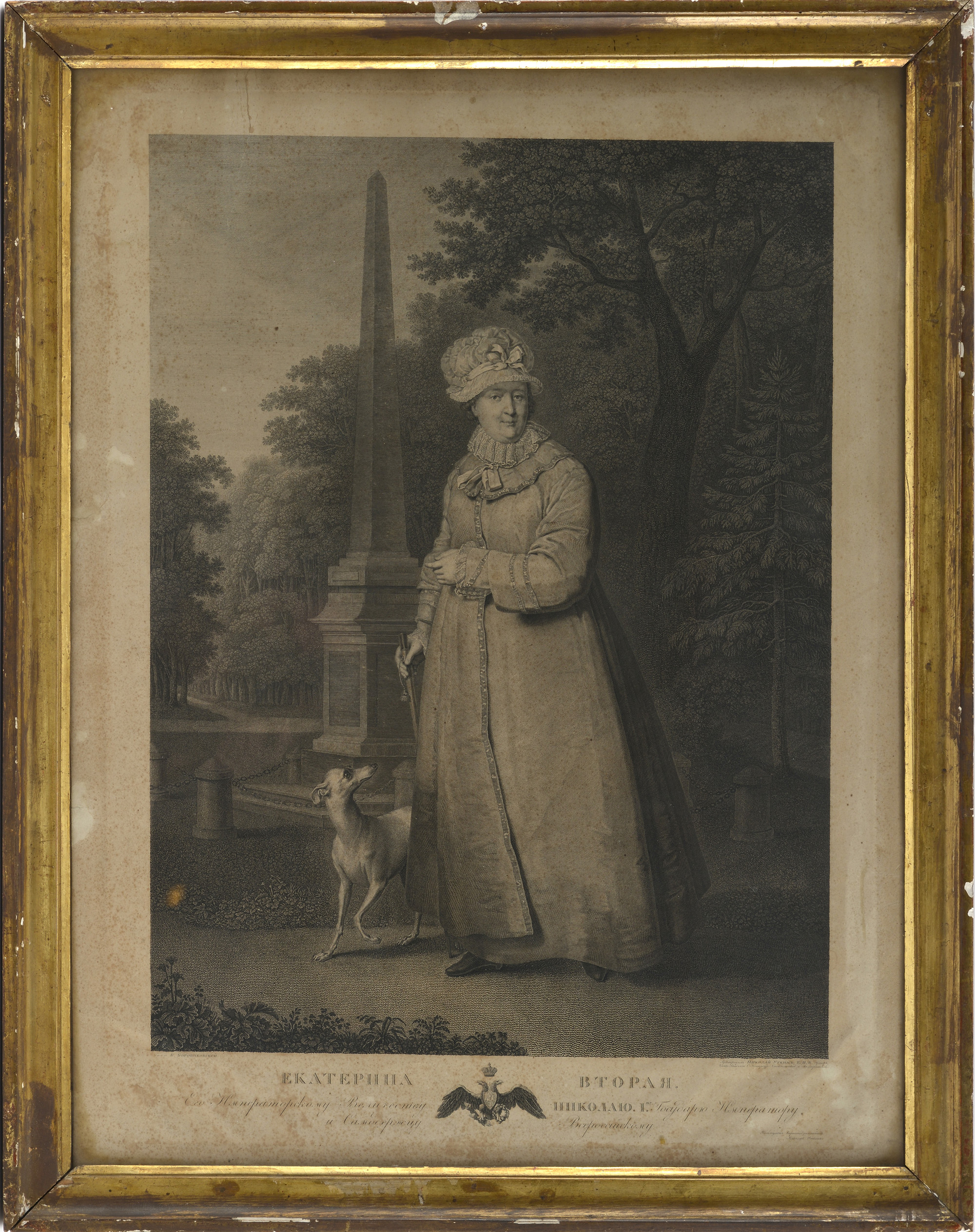
Екатерина II на гравюре Н. Уткина

Позднее Пушкин придал повествованию форму мемуаров, а рассказчиком и главным героем сделал дворянина, сохранившего верность долгу, несмотря на соблазн перейти на сторону бунтовщиков. Историческая фигура Шванвича, таким образом, расщепилась на образы Гринёва и его антагониста — «откровенно условного» злодея Швабрина.
Сцена встречи Маши с императрицей в Царском Селе была, очевидно, подсказана историческим анекдотом о милости Иосифа II к «дочери одного капитана». Нестандартный, «домашний» образ неузнанной Екатерины, нарисованный в повести, основан на гравюре Н. Уткина с известного портрета Боровиковского (исполненного, тем не менее, гораздо позже событий Пугачёвского восстания).

## Вальтер-скоттовские мотивы
Многие сюжетные положения «Капитанской дочки» перекликаются с романами Вальтера Скотта, на что указывал, в частности, Н. Чернышевский. В Савельиче ещё Белинский увидел «русского Калеба». Комический эпизод со счётом Савельича Пугачёву имеет аналог в «Приключениях Найджела» (1822). В царскосельской сцене «дочь капитана Миронова поставлена в одинаковое положение с героиней „Эдинбургской темницы“» (1818), — указывал в своё время А. Д. Галахов.

В «Роб-Рое» отец призывает сына, как и Гринёв, внезапно решив, что тот в летах (you are nearly of age), и немедленно отправляет его из дому в Северную Англию. Аналогичный эпизод есть и в начале «Уэверли» — романе, и в дальнейшем также близком «Капитанской дочке». Здесь, в главе II Эдуард Уэверли, произведенный в офицеры, прощается с семейством и едет в полк. Пушкин, как и Скотт, снабжает своего героя рекомендательным письмом к «старинному товарищу и другу», воспроизводя самый текст письма (к барону Бредвардейну — к генералу Р.).— Д. П. Якубович
К романам Скотта восходит и развёрнутая система эпиграфов из «старинных песен», и оформление повествования послесловием фиктивного издателя.

## Публикация и первые отзывы
«Капитанская дочка» была опубликована за месяц до гибели автора в издававшемся им журнале «Современник» под видом записок покойного Петра Гринёва. Из этого и последующих изданий романа по цензурным соображениям была выпущена глава о бунте крестьян в деревне Гринёва, сохранившаяся в черновой рукописи. До 1838 года никаких печатных отзывов на повесть не последовало, однако Гоголь в январе 1837 года отмечал, что она «произвела всеобщий эффект». А. И. Тургенев писал 9 января 1837 года К. Я. Булгакову:
Повесть Пушкина… так здесь прославилась, что Барант, не шутя, предлагал автору, при мне, перевести её на французский с его помощию, но как он выразит оригинальность этого слога, этой эпохи, этих характеров старорусских и этой девичьей русской прелести — кои набросаны во всей повести? Главная прелесть в рассказе, а рассказ перерассказать на другом языке — трудно.
Незадолго до публикации П. А. Вяземский, слышавший роман в авторском чтении в усадьбе Остафьево, прислал Пушкину мелкие замечания относительно фактологии. Пушкин просил критики и у князя В. Ф. Одоевского, который отвечал в январском письме:
Пугачёв слишком скоро, после того как о нем в первый раз говорится, нападает на крепость; увеличение слухов не довольно растянуто — читатель не имеет времени побояться за жителей Белогорской крепости, когда она уже и взята. Савельич чудо! Это лицо самое трагическое, т. е. которого больше всех жаль в повести. Пугачев чудесен; он нарисован мастерски. Швабрин набросан прекрасно, но только набросан; для зубов читателя трудно пережевать его переход из гвардии офицера в сообщники Пугачева. Маша так долго в его власти, а он не пользуется этими минутами.

## Последующие отзывы и мнения

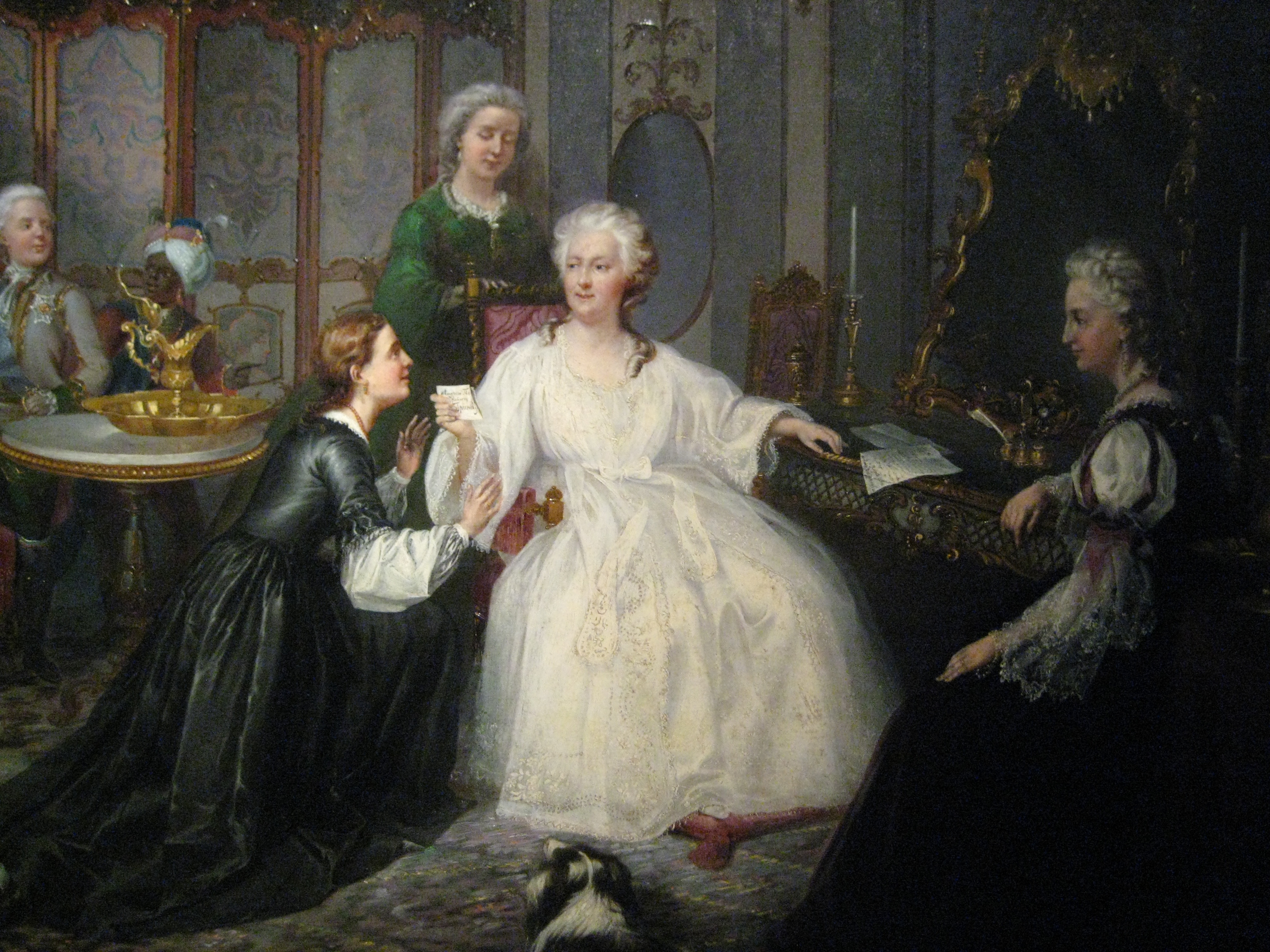
Императрице передают письмо Маши (с картины 1861 года)

Н. Страхов отмечал сходство «семейственных записок» Гринёва с «Семейной хроникой» С. Аксакова и с жанром семейной хроники вообще: это рассказ о семейных отношениях, «о том, как Пётр Гринёв женился на дочери капитана Миронова», где чувства жениха и невесты ясны с самого начала и только всякие случайности препятствуют их женитьбе. Впрочем, сочетание исторической и семейной хроники характерно и для романов Вальтера Скотта.
Традиционные для вальтерскоттовцев мотивы удачно перенесены Пушкиным на русскую почву: «По размеру не более, чем одна пятая среднего романа Вальтера Скотта. Манера рассказа — сжатая, точная, экономная, хотя и более просторная и неторопливая, чем в пушкинских повестях», — отмечает Д. Мирский. По его мнению, «Капитанская дочка» больше других произведений Пушкина повлияла на становление реализма в русской литературе — это «реализм, экономный в средствах, сдержанно юмористичный, лишённый всякого нажима». 
Обсуждая стилистику повести, Н. Греч в 1840 году писал, что Пушкин «с удивительным искусством умел схватить и выразить характер и тон средины XVIII века». Не подпишись Пушкин под повестью — «и действительно можно подумать, что это в самом деле написал какой-то старинный человек, бывший очевидцем и героем описанных событий, до того рассказ наивен и безыскусствен», — соглашался с ним Ф. Достоевский. Восторженный отзыв оставил о романе Н. В. Гоголь:
Решительно лучшее русское произведенье в повествовательном роде. Сравнительно с «Капитанской дочкой» все наши романы и повести кажутся приторной размазней. <...> В первый раз выступили истинно русские характеры: простой комендант крепости, капитанша, поручик; сама крепость с единственной пушкой, бестолковщина времени и простое величие простых людей.
Высокую оценку «Капитанской дочке» дал Михаил Катков:
«Капитанская Дочка» составляет блистательное исключение из повествовательной прозы Пушкина. В этой повести есть развитие, целость и много прекрасного. Занятие материалами для истории Пугачевского бунта не осталось в Пушкине бесплодным. «Капитанская Дочка» несравненно более знакомит нас с эпохой, местами с характером лиц и событий, нежели самая история Пугачевского бунта, написанная Пушкиным
Зарубежные критики далеко не столь единодушны в своих восторгах по поводу «Капитанской дочки», как русские. В частности, суровый отзыв о произведении приписывается ирландскому писателю Джеймсу Джойсу:
В этой повести ни грамма интеллекта. Недурно для своего времени, но в наше время люди куда сложнее. Не могу понять, как можно увлекаться столь примитивной продукцией — сказками, которые могли забавлять кого-то в детстве, о бойцах, злодеях, доблестных героях и конях, скачущих по степям с припрятанной в уголке прекрасной девицей лет семнадцати от роду, которая только и ждёт, что её спасут в подходящий момент.

## Действующие лица

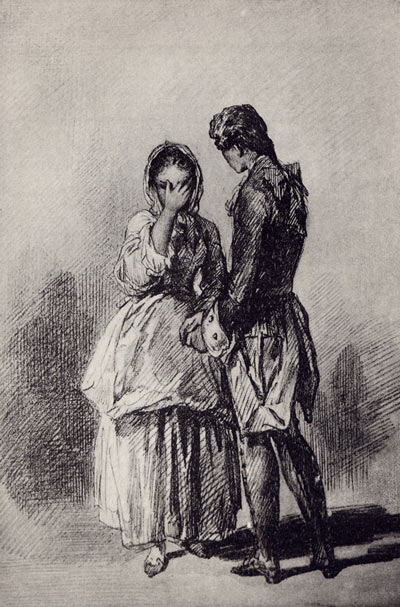
Маша и Гринёв. Рисунок П. П. Соколова.

- Пётр Андреевич Гринёв[48] — 17-летний дворянин, ещё будучи в утробе матери записанный в гвардии Семёновский полк; во время описываемых в повести событий — прапорщик. Как раз он и ведёт повествование для своих потомков в правление Александра I, пересыпая рассказ старомодными сентенциями[34]. В черновой версии содержалось указание, что Гринёв умер в 1817 году[39]:168. По оценке Белинского, это «ничтожный, бесчувственный характер»[49], который нужен автору как относительно беспристрастный свидетель поступков Пугачёва[34]. Однако по мнению Ю. М. Лотмана — в Петре Андреевиче Гринёве «есть нечто, что привлекает к нему симпатии автора и читателей: он не укладывается в рамки дворянской этики своего времени, для этого он слишком человечен»[50]:276.
- Андрей Петрович Гринёв — отец Петра Гринёва, строгий русский офицер.
- Колоритная фигура Емельяна Пугачёва, в котором М. Цветаева видела «единственное действующее лицо» повести[51], несколько заслоняет собой Гринёва. П. И. Чайковский долгое время вынашивал замысел оперы по «Капитанской дочке»[52], но отказался от него из-за опасений, что цензура «затруднится пропустить такое сценическое представление, из коего зритель уходит совершенно очарованный Пугачёвым», ибо тот выведен у Пушкина «в сущности удивительно симпатичным злодеем»[53].
- Алексей Иванович Швабрин, антагонист Гринёва, — «молодой офицер невысокого роста с лицом смуглым и отменно некрасивым» и волосами, которые «черны как смоль». Ко времени появления Гринёва в крепости уже пять лет как был переведён из гвардии за дуэль. Слывёт вольнодумцем, знает французский, разбирается в литературе, но в решающий момент изменяет присяге и переходит на сторону бунтовщиков. В сущности, чисто романтический негодяй[K 4] (по замечанию Мирского, это вообще «единственный у Пушкина негодяй»[1]).
- Мария Ивановна Миронова — «девушка лет осьмнадцати, круглолицая, румяная, с светло-русыми волосами, гладко зачесанными за уши»; дочь коменданта крепости, давшая название всей повести. «Одевалась просто и мило». Чтобы спасти возлюбленного, едет в столицу и бросается в ноги царице. По мнению Вяземского, образ Маши ложится на повесть «отрадным и светлым оттенком» — как своеобразная вариация на тему Татьяны Лариной[54]. В то же время Чайковский сетует: «Мария Ивановна недостаточно интересна и характерна, ибо она безупречно добрая и честная девушка и больше ничего»[53]. «Пустое место всякой первой любви», — вторит ему Марина Цветаева[55].
- Архип Савельич — стремянной Гринёвых, с пяти лет приставленный к Петру в качестве дядьки. Обращается с 17-летним офицером, как с малолетним, помня наказ «смотреть за дитятей»[56]. «Верный холоп», но лишённый холопства нравственного — прямо выражающий неудобные мысли в лицо и барину, и Пугачёву. Образ самоотверженного слуги принято относить к наиболее удачным в повести. В его наивных хлопотах о заячьем тулупе заметны следы типажа комического слуги, характерного для литературы классицизма.
- Капитан Иван Кузьмич Миронов — комендант Белогорской крепости, бодрый старик высокого роста. Выходец из солдатских детей, не получивший никакого образования. За сорок лет службы приобрёл репутацию хорошего офицера. Дома носит колпак и китайчатый халат. Во всём почти подчиняется воле умной и проницательной супруги. По замечанию Цветаевой, «тип почти комический, если бы не пришлось ему на наших глазах с честью умереть». Ю. Айхенвальд отмечает духовное родство капитана Миронова со штабс-капитаном Максимом Максимычем у Лермонтова и капитаном Тушиным у Толстого: он «лучше всех воплощает это скромное величие, этот высший героизм простоты», который вырастает у Пушкина «из будней, из скромного и неэффектного материала»[57].
- Василиса Егоровна Миронова — супруга коменданта, «старушка в телогрейке и с платком на голове», владелица единственной крепостной девки Палашки. Имеет репутацию «прехраброй дамы» (Швабрин). «Василиса Егоровна и на дела службы смотрела, как на свои хозяйские, и управляла крепостию так точно, как и своим домком». Предпочла погибнуть рядом с мужем отъезду в безопасный губернский город. По оценке Вяземского, этот образ супружеской верности «удачно и верно схвачен кистью мастера»[54].

## Адаптации
Повесть многократно экранизировалась:
- 1928 — «Капитанская дочка» («Гвардии сержант»), реж. — Юрий Тарич (СССР);
- 1934 — «Волга в пламени», реж. — Вячеслав Туржанский (Франция, Чехословакия);
- 1947 — «Капитанская дочка», реж. — Марио Камерини (Италия);
- 1958 — «Буря[итал.]» (Италия, Франция, Югославия), реж. — Альберто Латтуада;
- 1958 — «Капитанская дочка», фильм Владимира Каплуновского (СССР);
- 1965 — «Капитанская дочка» / ит. «La figlia del capitano» (мини-сериал, Италия). Режиссёр — Леонардо Кортезе;
- 1976 — «Капитанская дочка», телеспектакль Павла Резникова (СССР);
- 2000 — «Русский бунт», реж. — Александр Прошкин;
- 2005 — «Капитанская дочка», анимационный фильм Екатерины Михайловой.
- 2012 — «Капитанская дочка» / ит. «La figlia del capitano» (мини-сериал, Италия).

Оперы на сюжет «Капитанской дочки» сочинили Цезарь Кюи (1909), Сигизмунд Кац (1941), Дмитрий Толстой (1976) и Михаил Коллонтай (1995—1998). В 2003 году состоялась премьера балета «Капитанская дочка», музыку к которому написал Тихон Хренников. В 2018 году вышел мюзикл на музыку Максима Дунаевского.

## Комментарии
1. ↑  «Капитанская дочка», по характеристике Дмитрия Мирского, — «единственный полновесный и законченный роман Пушкина, опубликованный при жизни»[1].
2. ↑  Описание степного бурана отчасти позаимствовано Пушкиным из одноимённого очерка С. Аксакова[3].
3. ↑  Десять лет спустя Вяземский писал, что в повести «история пугачевского бунта или подробности о нём как-то живее, нежели в самой истории», ибо здесь «коротко знакомишься с положением России в эту странную и страшную годину».
4. ↑  По мнению Ю. Оксмана, один невольный пугачёвец, трактуемый как злодей и предатель, был нужен Пушкину только как «громоотвод, чтобы охранять от цензурно-полицейской грозы положительный образ другого».